# Manfred Ruhmer
Manfred Ruhmer (4 agosto 1965) è un deltaplanista austriaco, istruttore di volo, sviluppatore e costruttore di deltaplani.
Detiene ben 12 titoli  di campione del mondo di Deltaplano (Classi 1 e 2); ha sviluppato un modello di Swift completamente elettrico per Icaro2000.

## Palmarès
Detentore del record di distanza percorsa in deltaplano dal 2001 al 2012 

### Campionati del mondo di Deltaplano Classe 1[2]
- 1995 Ager (Spain) II Classificato
- 1998 Forbes (Australia) III Classificato
- 1999 Monte Cucco (Italia) I Classificato
- 2001 Algodobales-Cadiz (Spain) I Classificato
- 2003 Brazilia (Brazil) I Classificato
- 2013 Forbes (Australia) I Classificato

### Campionati del mondo di Deltaplano Classe 2
- 2002 Chelan Butte (USA) I Classificato
- 2004 Greifenburg-Berg (Austria) I Classificato
- 2006 Groveland, Florida (USA) I Classificato
- 2008 Sigilio (Italia) I Classificato
- 2010 Tegelberg (Germany) I Classificato
- 2014 Annecy (France) I Classificato

### Campionati Europei di Deltaplano Classe 1
- 1990 Kranjska Gora (Yougoslavie) II Classificato
- 1994 Laragne (France) II Classificato
- 1996 Dunaujvaros (Hungary) II Classificato
- 1998 Podbredzno (Slovakia) I Classificato
- 2000 Innsbruck (Austria) I Classificato
- 2002 Bled (Slovenia) I Classificato
- 2004 Millau (France) I Classificato